# Sébastien Gaudard
Sébastien Gaudard est un pâtissier français né le 5 janvier 1970 à Pont-à-Mousson (Meurthe-et-Moselle). Il est l'héritier de Daniel Gaudard, son père qui fut pâtissier dans la même ville.
Depuis décembre 2011, il possède une pâtisserie à son nom, rue des Martyrs à Pariset une proche des Tuileries.

## Biographie
Après son apprentissage auprès de Georges Vergne à Audincourt et de Gérard Bannwarth à Mulhouse, Sébastien Gaudard devient à 22 ans pâtissier de l'hôtel Matignon à Paris.
Dès lors, il ne quittera plus la capitale.
En 1993, il rentre chez Fauchon en tant que second de Pierre Hermé et lui succédera comme chef pâtissier de la prestigieuse maison à seulement 26 ans. Il y restera huit ans.
À partir de mai 2003 Sébastien Gaudard entame une nouvelle aventure et crée avec le designer Claudio Collucci le Délicabar au Bon Marché à Paris, où il gagne rapidement le surnom de « petit prince » de la pâtisserie. C'est dans ce lieu qu'il inventa le concept de "snacking chic".
En 2009, le chef pâtissier clos le chapitre Délicabar et signe la carte des desserts de prestigieux établissements en France et à l'étranger.
C'est en décembre 2011 que Sébastien Gaudard ouvre sa première boutique, rue des Martyrs dans le 9e arrondissement de Paris.
Il y fait des pâtisseries traditionnelles françaises dans un cadre s'inspirant des boutiques d'autrefois.

## Distinctions
- Talent du luxe 2010 décerné par le centre du luxe et de la création
- Élu meilleur pâtissier 2012 par le guide Pudlo